# Robert L. Allbritton
Robert Allbritton (Houston; 16 de febrero de 1969) es un empresario estadounidense, fundador y dueño de Capitol News Company, compañía matriz que controlaba al periódico Politico, dedicado a la información política, y a Protocol, una web de noticias sobre tecnología. 
Allbritton ocupó el cargo de CEO de Allbritton Communications, una empresa fundada por su padre, Joe Allbritton, que, a su vez, era propietaria de varias estaciones de televisión afiliadas a ABC (American Broadcasting Company). También fue CEO, entre 2001 y 2005, del banco Riggs, propiedad de su padre desde 1981 y posteriormente adquirido por PNC, una compañía de servicios financieros. En 2005, Allbritton decidió su venta a dicha empresa, luego de que una investigación judicial involucre a la entidad en escándalos financieros, entre ellos, ocultar parte de la herencia del dictador chileno Augusto Pinochet.
En 1992 recibió el Bachiller Universitario en Letras de la Universidad Wesleyana, y fue miembro de su junta directiva. Junto con su mujer Elena, ha donado fondos para el establecimiento de la escuela Allbritton Center for the Study of the Public Life.
En octubre de 2011, fue incluido en la lista de The New Republic de la gente más poderosa y menos conocida de Washington (Washington's most powerful, least famous people.)